# Stříbrný potok (přítok Čistého potoka)
Stříbrný potok je pravostranným přítokem Čistého potoka (uváděného rovněž jako Komáří potok) ve Slavkovském lese v okrese Sokolov v Karlovarském kraji. Délka toku měří 5,5 km. Plocha jeho povodí měří 8,4 km².

## Průběh toku
Celý tok se nachází v Chráněné krajinné oblasti Slavkovský les. Potok pramení v nadmořské výšce 755 metrů pod severním svahem Špičáku (829 m), přibližně 370 m severně od jeho vrcholu. Teče severním směrem, u lesní cesty z Krásna ke Komářím rybníkům se křižuje s Puškařovskou stokou.
Potok protéká územím postiženým činností geologického průzkumu na uran, jež zde probíhala zejména koncem 40. let 20. století. Příroda dosud zcela nezahladila terén rozbrázděný průzkumnými díly, rýhami a šachticemi. To již potok přitéká ke dvěma rybníkům. U nich se nachází chatová osada s přiléhavým názvem Sedmička. Pojmenování vychází z názvu bývalé uranové šachty č. 7, která se nacházela poblíž. S hloubením jámy číslo 7, s konečnou hloubkou 205,7 metrů, se začalo v roce 1949 a společně s dalšími šachtami a štolami tvořila šachta č. 7 závod Pichtova hora.

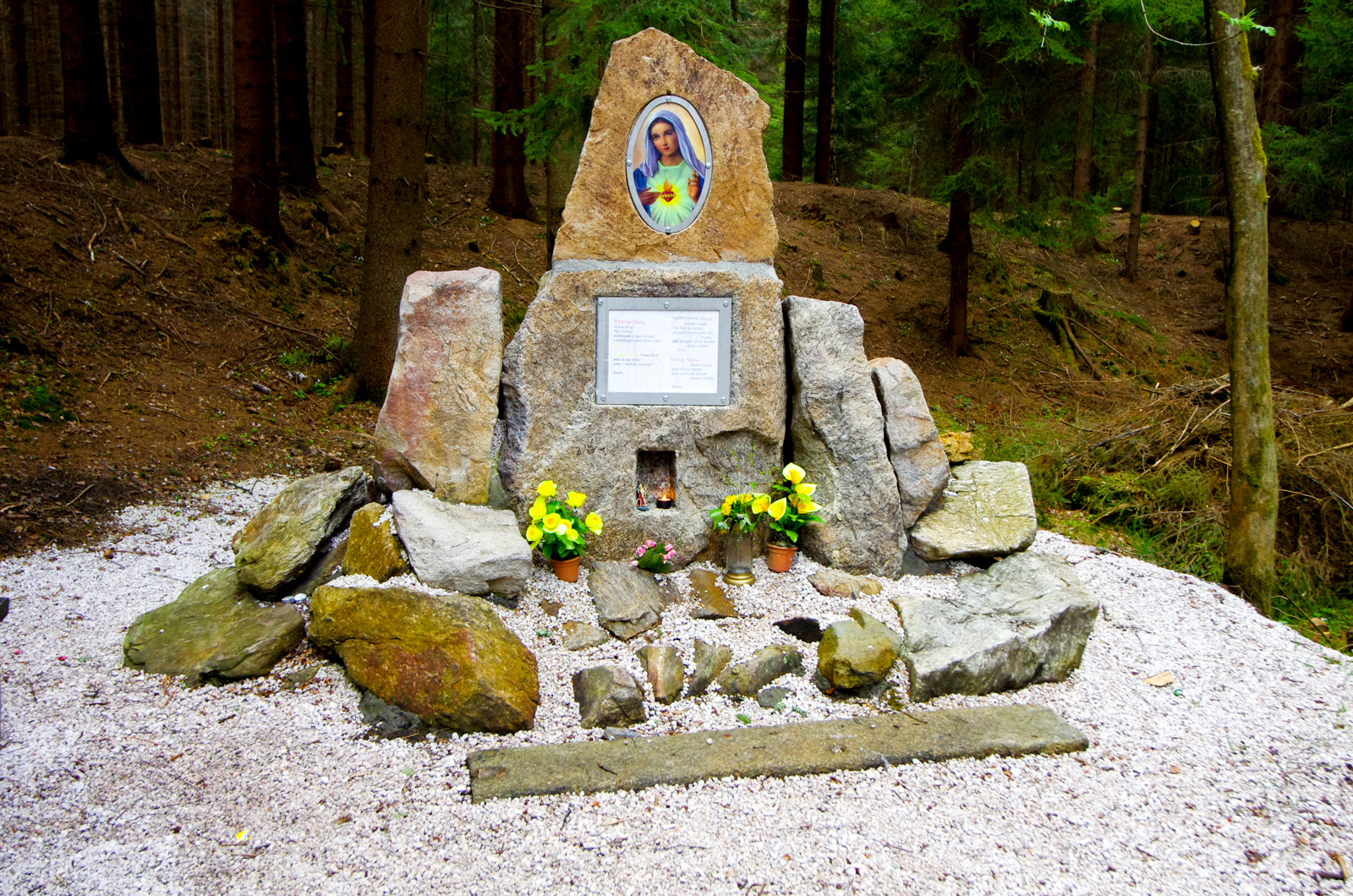
Lesní pobožnost U Tří pramenů

Potok obtéká odval dolu, křižuje naučnou stezku s pojmenováním Uranová Golgota. Nedaleko potoka umístěný informační panel č. 4 naučné stezky se věnuje jak Stříbrnému potoku, tak i osadě Sedmička. Potok pokračuje severním směrem, později severovýchodním směrem. Zprava přibírá Puškařovskou stoku a vtéká do rybníka Puleček, který je hojně navštěvován obyvateli Horního Slavkova a využíván jako přírodní koupaliště. Pod koupalištěm se potok ztrácí, voda mizí v podzemí a po většinu roku je koryto potoka bez vody. V této oblasti se netěžil jenom uran, ale mnohem dříve, již ve 14. nebo 15. století, se zde mělkými doly dobývalo stříbro. Voda tak pravděpodobně mizí do starých důlních děl a proniká až na úroveň nepropustného podloží. Protéká neznámým podzemním labyrintem a vrací se na povrch. To se děje v památném místě označovaném od nepaměti jako U Tří pramenů. V těsné blízkosti vedle sebe zde vyvěrají tři prameny. Místo bylo upraveno místním spolkem horníků Barbora a již tradičně se zde konají přátelská vánoční setkání, převážně bývalých horníků.
Severozápadním směrem teče potok zalesněnou krajinou hlubokým údolím směrem do míst, kde v době uranové horečky stála úpravna uranových rud pojmenovaná jako Vlčí. Zde, v lese pod Nadlesím se vlévá do Čistého potoka.

### Větší přítoky
- Puškařovská stoka – pravostranný